# Giuseppe Accoramboni

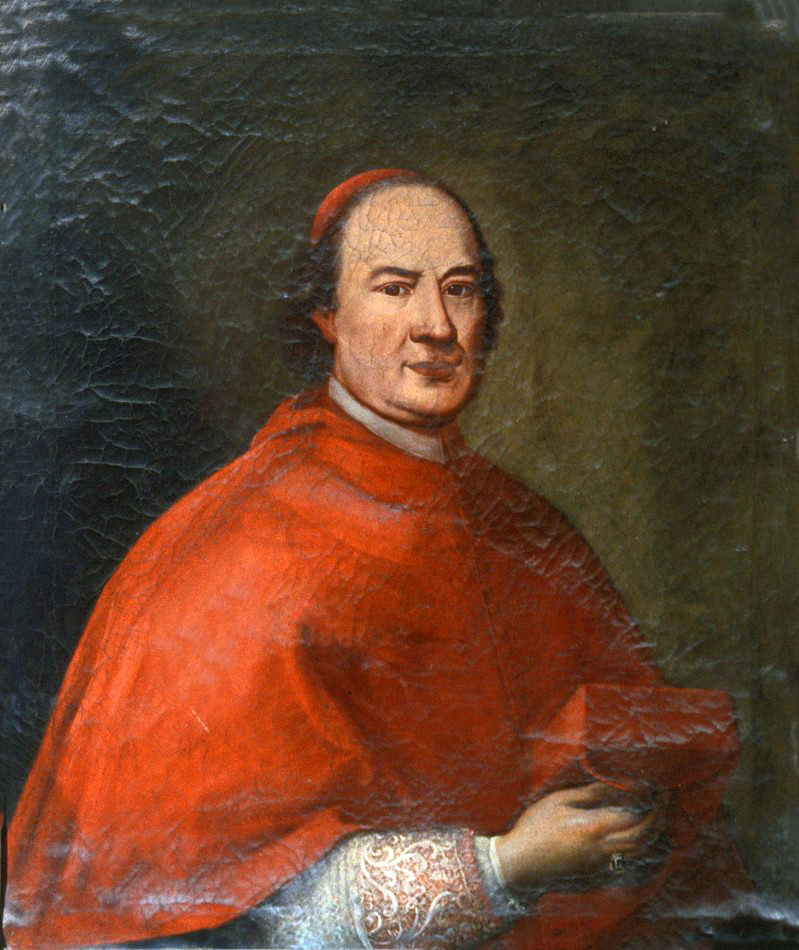
Giuseppe Kardinal Accoramboni (Porträt in Öl, um 1745)

Giuseppe Accoramboni (* 24. September 1672 in Preci; † 21. März 1747 in Rom) war ein italienischer Geistlicher und Kardinalbischof von Frascati.

## Leben

### Herkunft und frühe Jahre
Aus einfachen Verhältnissen stammend, studierte er als junger Mann an der Schule von Luca Palma die Rechtswissenschaften und wurde am 6. Mai 1694 von der Universität Perugia zum Doctor iuris utriusque promoviert. Danach war er Konsistorialadvokat und Auditor von Kardinal Michelangelo Conti, dem späteren Papst Innozenz XIII. Er wurde Sekretär der Kongregation für Avignon und Loreto und am 13. Mai 1721 wurde er zum Subdatar Seiner Heiligkeit ernannt. 1723 findet er sich als Kanoniker der päpstlichen vatikanischen Basilika und als Rotaauditor. Die Priesterweihe empfing er am 14. Februar 1723. Ab dem 15. März 1723 war er Referendar an den Gerichtshöfen der Apostolischen Signatur und ab dem 7. Juni 1724 nochmals Subdatar Seiner Heiligkeit.

### Bischofsamt
Am 11. September 1724 wurde Giuseppe Accoramboni zum Titularerzbischof von Philippi ernannt. Die Bischofsweihe spendete ihm am 21. September 1724 Papst Benedikt XIII. persönlich; Mitkonsekratoren waren Erzbischof Mondilio Orsini und Pierre-Guérin de Tencin, Erzbischof von Embrun. Am 6. Oktober desselben Jahres wurde er zum Päpstlichen Thronassistenten ernannt, 1726 zum Auditor Seiner Heiligkeit. Er war Konsultor der Heiligen Ritenkongregation und der Kongregation der römischen und allgemeinen Inquisition sowie Examinator der Bischöfe. Am 12. April 1728 wurde er mit dem persönlichen Titel eines Erzbischofs auf den Bischofssitz von Imola transferiert. Dort ließ er die Kathedrale und das Priesterseminar restaurieren.

### Kardinalat
Im Konsistorium vom 20. September 1728 erhob Papst Benedikt XIII., mit dem Giuseppe Accoramboni befreundet war, ihn zum Kardinal. Den roten Hut, Zeichen der Kardinalswürde, und Santa Maria in Traspontina als Titelkirche eines Kardinalpriesters erhielt er am 15. November 1728. Nach dem Tod Benedikts XIII. nahm Giuseppe Accoramboni am Konklave 1730 teil, das Clemens XII. zum Papst wählte. Auf den Bischofssitz von Imola verzichtete er am 22. Februar 1739. Er war Teilnehmer am Konklave 1740, aus dem Benedikt XIV. als Papst hervorging. Am 16. September 1740 optierte er für die Titelkirche Santa Maria in Trastevere. Schließlich optierte er am 11. März 1743 für die Kardinalsklasse der Bischöfe und für das suburbikarische Bistum Frascati.
Giuseppe Accoramboni starb vier Jahre später im März 1747 in Rom. Der Kardinal wurde in der römischen Kirche Sant’Ignazio vor dem Altar des Hl. Aloisius Gonzaga beigesetzt.